# 锁定键
锁定键是电脑键盘中的一種按鍵，依其設定功能的不同，可以讓部份電腦按鍵鎖定在某一特定的狀態下，常用來取代一些複合鍵的使用。以Caps lock為例，一般要輸入大寫字母，需同時按Shift鍵及對應的字母，若先按了Caps lock鍵，之後直接按英文字母鍵都會變為大寫，再按一次Caps lock鍵即可恢復原狀態。
一般的电脑键盘有三種锁定键：
- 數字鎖定鍵（Num Lock）：允許使用者在鍵盤右方的數字/方向鍵盤直接輸入數字，上面原有的方向鍵等功能會無效，一般會放在數字鍵盤的左上角。
- 大寫鎖定鍵（Caps Lock）：在按下後，使用者輸入字母會直接出現大寫字母，不是原來的小寫字母，一般會放在數字鍵盤的左方，左側Shift鍵的上方。
- 滚动锁定鍵（Scroll Lock）：在像試算表等應用中，滚动锁定是用來調整方向鍵的功能，用來滚动螢幕中看到的文件，而不是移動游標，一般會放在功能鍵的右側。

大部份的电脑键盘會有三個LED燈來表示這些鎖定鍵是否有效，多半會放在數字鍵盤的上方。有些人因键盘會在各鎖定鍵上放置LED燈。